# رحیم شهریاری
رحیم شهریاری (زادهٔ ۱ اسفند ۱۳۴۹ در تبریز) خوانندهٔ ایرانی است.

## زندگی و فعالیت
رحیم شهریاری در روز یک اسفند ۱۳۴۹ در محله شنب غازان تبریز به دنیا آمد. از همان دوران کودکی علاقه خود را با خواندن سرود و آهنگ‌های آذربایجانی در مدرسه و خانه نشان داد و همزمان نزد یوسف عبدالعظیم‌زاده، ساز قارمان را فرا گرفت و از استادان جمهوری آذربایجان بهره فراوانی جست. از سال ۱۳۶۸ با ارکسترهای مختلف همچون سهند (به سرپرستی رشید وطن‌دوست) و هلال احمر تبریز، دانشگاه آزاد و غیره همکاری داشته‌است.
در سال ۱۳۷۵ با تشکیل گروه آراز کنسرت‌های متعددی را در داخل و خارج از کشور داشته و آلبوم‌های گلمدین، بیاض گئجه لر، ایپک، سن سیز، وفاسیز، آغلاما، عصرین گوزلی، گئتمه قال، گوزللرین گوزلی، کیم بیلیر، یاواش یئری، منه گوره و آذربایجان و آهنگ‌های یالان دنیا، سنه گوره، ریحان، هایدی سویله و بازخوانی آهنگ باخ باخ از جمله فعالیت‌های اوست.
وی تحصیلکرده در رشته حسابداری از دانشگاه تبریز می‌باشد. رحیم شهریاری در جشن چهارشنبه سوری شهر استهکلم کشور سوئد کنسرت با شکوهی برگزار کرد.
از اسفندماه سال ۱۴۰۰ شرکت آواسازان ققنوس به تهیه کنندگی محمد حسین توتونچیان برگزاری کنسرتهای رحیم شهریاری را بر عهده گرفته و اولین برنامه توسط این تهیه کننده ۸ فروردین ۱۴۰۱ در تهران اجرا شد.

## آلبوم‌ها
- آغلاما [۴][۵]
- بَیاض گِئجَه‌لَر [۶][۷]
- باغمئشه [۵]
- عصرین گُؤزلی [۸]
- گَلمَدین [۸]
- گِئتمَه قال [۹]
- گُؤزللرین گُؤزلی [۱۰]
- ایپَک [۱۱]
- کیم بیلیر؟ [۸][۱۲][۱۳]
- سَن‌سیز [۸][۱۴]
- یاواش یِئری [۸][۱۵]
- مَنَه گُؤرَه [۱۶][۱۷]
- آذربایجان[۱۸]
- سَنَه گُؤرَه [۱۹]
- وفاسیز (به عنوان آهنگ‌ساز)[۲۰]
- خبرین یوخدور (به عنوان آهنگ‌ساز)[۲۱]